# Aristida ambongensis
Aristida ambongensis är en gräsart som beskrevs av Aimée Antoinette Camus. Aristida ambongensis ingår i släktet Aristida och familjen gräs.
Artens utbredningsområde är Madagaskar. Inga underarter finns listade i Catalogue of Life.